# (2168) Swope
(2168) Swope (1955 RF1; 1955 SG2; 1955 TO; 1974 QD; 1974 QK1; 1978 UZ1) ist ein Asteroid des inneren Hauptgürtels, der am 14. September 1955 im Rahmen des Indiana Asteroid Program am Goethe-Link-Observatorium (IAU-Code 760) in Brooklyn (Indiana) entdeckt wurde.

## Benennung
(2168) Swope wurde nach der US-amerikanischen Astronomin Henrietta Hill Swope (1902–1980), die durch ihre Arbeit die Abstände zwischen nahe gelegenen Galaxien bekannt war, eines ihrer bekanntesten Forschungsergebnisse war die Errechnung der Entfernung zur Andromedagalaxie. Von 1928 bis 1942 war sie Assistentin am Harvard-College-Observatorium und von 1952 bis 1968 Mitarbeiterin am Mount-Wilson-Observatorium sowie am Palomar-Observatorium. Sie erhielt 1968 den Annie-Jump-Cannon-Preis für Astronomie und 1975 eine Ehrendoktorwürde von der Universität Basel. Das 1-m-Swope-Teleskop am Las-Campanas-Observatorium wurde ebenfalls nach ihr benannt. Die Benennung wurde vom US-amerikanischen Astronomen Frank K. Edmondson vorgeschlagen.